# Klaus Anderseck
Klaus Anderseck (* 5. März 1938 in Waldenburg) ist ein deutscher Ökonom und ehemaliger ordentlicher Professor für Didaktik der Wirtschaftswissenschaft an der FernUniversität in Hagen. Dort wurde er am 31. März 2003 emeritiert.

## Leben und Wirken
Nach dem Abschluss einer Lehre und einer längeren Tätigkeit in der Industrie erlangte Klaus Anderseck 1965 das Abitur auf dem zweiten Bildungsweg. Er studierte Wirtschaftswissenschaften, Sozialpsychologie und Wirtschaftspädagogik an der Universität Köln und beendete 1969 das Studium mit dem Examen zum Diplom-Handelslehrer. Von 1970 an war er als wissenschaftlicher Mitarbeiter an der Universität Marburg tätig. Hier promovierte er 1972 zum Dr. rer. pol. Im Jahr darauf wechselt er als wissenschaftlicher Assistent an die Universität Regensburg. 1976 berief ihn die Gesamthochschule-Universität Kassel als Universitätsprofessor für Didaktik der Wirtschaftswissenschaft. In den Jahren 1975 und 1976 gehörte er dem Gründungsausschuss der FernUniversität in Hagen an. 1979 wurde er als ordentlicher Professor auf den Lehrstuhl für Didaktik der Wirtschaftswissenschaft an die FernUniversität in Hagen berufen. Von 1982 bis 1989 war er Mitglied der Landesschulbuchkommission Wirtschaftswissenschaft.
Von 1969 an wirkte er an mehreren bundesweiten empirischen Forschungsprojekten zur Regionalpolitik und zur Bildungspolitik mit. In der Forschung befasste er sich zunächst mit der Weiterentwicklung der konstruktiven Didaktik und ihrer Umsetzung in das Studium der Sekundarstufe II und der betrieblichen Bildung bzw. Personalentwicklung und später mit Entrepreneurship Science. Mit einem Programmentwurf zur Entrepreneurship Education gehörte er 1998 zu den Gewinnern des 1. EXIST-Wettbewerbs der Bundesrepublik. In der Folge entwickelte er das GründerFernstudium an der FernUniversität in Hagen.
Klaus Anderseck veröffentlichte wissenschaftliche Publikationen zu den Themenbereichen „Bildung in ökonomischer Perspektive“, „Betriebliches Bildungswesen“, „Entrepreneurship Education“ und „Entrepreneurship Science“.

## Veröffentlichungen (Auszug)
- mit K. Walterscheid (Hrsg.), Gründungsforschung und Gründungslehre zwischen Identitätssuche und „normalwissenschaftlichem“ Arbeiten, Gabler-Verlag, Wiesbaden 2005
- mit S. A. Peters (Hrsg.), Gründungsberatung – Beiträge aus Forschung und Praxis. Stuttgart: ibidem-Verlag, 2009.
- mit S. A. Peters und K. Walterscheid, Entrepreneurship Education via Fernstudium, Stuttgart: ibidem-Verlag, 2011.